# Voúni (Eubée)
Voúni, en grec moderne : Βούνοι, est un village du dème de Dírfys-Messápia, sur l'île d'Eubée, en Grèce. Il est situé à une altitude de 260 m et à une distance de 31 km de Chalcis.
Selon le recensement de 2011, la population de Voúni compte 89 habitants.